# 파라다이스 키스
《파라다이스 키스》(Paradise Kiss, 일본어: パラダイス・キス)는 야자와 아이의 만화 작품이다. 줄여서 파라키스(일본어: パラキス)라고도 한다.

## 개요
야자와 아이의 《내 남자친구 이야기》(집영사) 속편작. 패션잡지 'Zipper'(쇼덴샤)의 1999년 5월호부터 2003년 5월호까지 연재되었다. 5권. 한국어, 중국어, 태국어, 베트남어, 이탈리아어, 프랑스어, 폴란드어, 헝가리어, 러시아어, 포르투갈어, 스페인어, 영어로 번역되었으며, 한국어판 이외에는 표지 디자인도 다르다. 또한 뛰어난 패션센스로 일본 뿐만 아니라 유럽과 미국 등지에서도 높게 평가되었다.
2010년 10월 현재 600만부를 돌파했다.
2005년 10월부터 12월까지 후지 TV 노이타미나에서 애니메이션이 방송되었다. 톱 모델 야마다 유가 하야사카 유카리 역의 성우를 맡아 화제가 되었다. 2011년 6월, 도큐 계열에서 실사판 영화가 개봉된다. #영화 참조.

## 줄거리
하야사카 유카리는 인문계 고등학교에 다니는 학생. 학교, 학원, 집을 반복하는 인생에 의문을 느끼며 하루하루를 보내고 있었다.
"야! 잠깐만!!" 그러던 어느 날 거리에서 '야자와 예술학교' 학생이며 학교 축제 쇼 모델을 구하고 있던 나가세 아라시가 말을 걸어온다. 그렇게 디자이너 지망생 고이즈미 조지, 사쿠라다 미와코, 야마모토 다이스케(이자벨라)와 만나게 되는 유카리. 자신의 생활과는 전혀 다른 세계에 사는 그들에게 편견을 가지고 있던 유카리였지만 그들과 함께하는 사이, 진지하게 인생을 대하는 태도나 꿈을 향한 자세에 끌린다.
독특한 매력의 디자이너 지망생 조지와 사랑에 빠지는 유카리도 곧 자신의 꿈을 찾아내고, 친구들 역시 자신의 길을 걷기 시작한다.
청춘의 갈등이나 사랑, 우정을 산뜻하게 그린 이야기.

## 캐릭터
- 하야사카 유카리 (早坂紫)

사립 '세이에이 학원'에 다니는 고교 3학년. 부모님과 남동생이 있다.
수험 공부에 쫓기는 자신의 인생에 고민을 안고 있었던 어느 날, 야자와 예술학원 디자인과 사람들에게 쇼 모델로 스카웃된다. 미와코와 이자벨라에게는 '캐롤라인'(혹은 '캐리')이라고 불린다.
- 고이즈미 조지 (小泉譲二)

패션 디자이너를 꿈꾸는 야자와 예술학원 디자인과 3학년. 아버지와 아버지의 불륜 상대인 어머니(前 모델) 사이에서 태어났다. 미와코와 아라시, 이자벨라와 함께 '파라다이스 키스'의 옷을 만들고 있다. 독특한 세계관과 미의식을 가지고 있으며, 다소 현실과 동떨어진 부분이 있다. 통칭 '조지'. 유카리와 연인사이가 되며, 졸업 후 디자이너가 되기 위해 파리로 떠난다.
- 사쿠라다 미와코 (櫻田実和子)

야자와 예술학원 디자인과 3학년.
히로유키, 아라시와는 소꿉친구이며, 아라시의 여자친구이기도 하다. 부모님이 취재로 해외에 있기 때문에 1학년 때부터 미카코 부부 집에 얹혀 살고 있지만, 아라시와도 반동거 상태이다.
- 나가세 아라시 (永瀬嵐)

야자와 예술학원 디자인과 3학년.
미와코, 조지, 이자벨라와 함께 '파라다이스 키스'의 옷을 만들고 있다. 미와코와는 소꿉친구이자 연인사이. 전작 《내 남자친구 이야기》 '간자키 리사'의 아이다.
- 야마모토 다이스케 (山本大助)

모델리스트를 꿈꾸는 야자와 예술학원 디자인과 3학년. 자아가 성립될 때부터 자신이 남자인 것에 위화감을 가졌고, 이자벨라로 자칭하며 여장으로 생활하고 있다.
- 도쿠모리 히로유키 (徳森浩行)

통칭 '히로 군'. 정신과 의사를 꿈꾸는 우등생. 사립 세이에이 학원에 다니는 고교 3학년. 유카리의 동급생이자, 미와코의 소꿉친구. 전작 《내 남자친구 이야기》 '도쿠모리 히로아키'의 아이다. 조지와 사랑에 빠지기 전의 유카리를 좋아했다.
- 고다 미카코 (幸田実果子)

사쿠라다 미와코의 언니. 작품 속에 등장하는 브랜드 '해피 베리'의 디자이너. 유카리에게 잡지 모델을 제안한다. 전작 《내 남자친구 이야기》의 주인공. 남편은 전작에 함께 등장한 '야마구치 츠토무 (山口ツトム)'. 앨리스라는 이름의 딸이 있다.

## 단행본
야자와 아이 《Paradise Kiss》 쇼덴샤 Zipper
1권
- 2000년 4월 7일 발행 ISBN 4-396-76219-4
- 2006년 2월 15일 발행 ISBN 89-527-4548-5

2권
- 2001년 1월 30일 발행 ISBN 4-396-76240-2
- 2001년 11월 21일 발행 ISBN 89-527-4549-3

3권
- 2001년 11월 5일 발행 ISBN 4-396-76259-3
- 2002년 1월 1일 발행 ISBN 89-527-4550-7

4권
- 2002년 7월 5일 발행 ISBN 4-396-76276-3
- 2006년 7월 18일 발행 ISBN 89-527-4551-5

5권
- 2003년 8월 39일 발행 ISBN 4-396-76308-5
- 2003년 11월 30일 발행 ISBN 89-527-3425-4

## TV 애니메이션
2005년 10월 13일부터 12월 29일까지 후지 TV 계열 노이타미나 2탄으로 방송되었다. 12회.

### 캐스팅
- 하야사카 유카리 : 야마다 유 / 이선 (성우)
- 고이즈미 조지 : 하마다 겐지 / 구자형
- 사쿠라다 미와코: 마츠모토 마리카 / 여민정 (성우)
- 나가세 아라시 : 미즈타니 슌스케 / 윤세웅 (성우)
- 야마모토 다이스케 : 스즈카 치하루
- 도쿠모리 히로유키 : 우치노 노리유키 / 유동균
- 하야사카 야스코 : 츠다 쇼코
- 하야사카 타쿠 : 츠무라 마코토
- 고이즈미 유키노 : 다카모리 요시노
- 고다 미카코 : 시시도 루미 / 박신희
- 야마구치 츠토무 : 야마구치 캇페이
- 야마구치 앨리스 : 시시도 루미
- 시마모토 고즈에 : 소미 요코
- 키사라기 세지 : 미키 신이치로
- 하마다 선생 : 카와세 아키코 / 정혜옥 (성우)
- 세바스찬 : 오가타 켄이치
- 스나미 노리지 : 오키테 포르쉐
- 아소 카오리 : 사이키 미호 / 정혜옥 (성우)
- 니카이도 조이치 : 이와키 코이치

### 스태프
- 감독, 시리즈 편성 : 고바야시 오사무
- 캐릭터 디자인, 작화 감독 : 유키 노부테루
- 의상 디자인 : 다야마 아츠로 (A/T)
- 아트 디렉터, 스타일리스트 : 키요카와 아사미
- 색채 설계 : 호리카와 요시노리
- 미술 감독 : 우에하라 신이치
- 촬영 감독 : 모리시타 세이치
- 편집 : 기무라 카시코
- 음향 감독 : 미마 마사후미
- 음악 : THE BABYS, NARASAKI (COALTAR OF THE DEEPERS)
- 프로듀서 : 마츠자키 요코, 이토 유키히로, 야마모토 코지, 마루야마 마사오, 오야마 료, 와타나베 테츠야
- 애니메이션 프로듀서 : 모로사와 마사오, 후지오 츠토무
- 애니메이션 제작 : 매드하우스
- 제작 : 파라키스 제작위원회 (후지 TV, 애니플렉스, 덴쓰, 매드하우스, 쇼덴샤)

### 주제가
오프닝 테마 Lonely in Gorgeous
작사 : Tommy february6 / 작곡, 편곡 : MALIBU CONVERTIBLE / 노래 : Tommy february6
엔딩 테마 Do You Want To
작사, 작곡 : 알렉스 카브라노스, 니컬러스 매카시 / 편곡 : 리치 코스티, 프란츠 퍼디난드 / 노래 : 프란츠 퍼디난드
삽입곡 THE BABYS
Vo/G 미즈타니 슌스케(ex.zoophilia), B HRUNA, Dr RIE(ex.SOFTBALL)

### 방송 리스트
| 화수     | 서브 타이틀  | 서브 타이틀 (원제) | 각본            | 콘티              | 연출              | 작화 감독                                 |
| -------- | ------------ | ------------------ | --------------- | ----------------- | ----------------- | ----------------------------------------- |
| stage-1  | 아뜰리에     | アトリエ           | 고바야시 오사무 | 고바야시 오사무   | 고바야시 오사무   | 다나카 유이치                             |
| stage-2  | 일루미네이션 | イルミネーション   | 고바야시 오사무 | 호리 모토노부     | 호리 모토노부     | 가토 히로미                               |
| stage-3  | kiss         |                    | 고바야시 오사무 | 고바야시 오사무   | 고바야시 오사무   | 다카오카 준이치 하마즈 타케히로           |
| stage-4  | 조지         | ジョージ           | 고바야시 오사무 | 고바야시 오사무   | 마스하라 미츠유키 | 쿠보 츠구유키                             |
| stage-5  | MOTHER       |                    | 고바야시 오사무 | 이시야마 타카아키 | 이시쿠라 켄이치   | 무로이 후미에 야마다 카츠야               |
| stage-6  | NEW WORLD    |                    | 고바야시 오사무 | 니시무라 사토시   | 이케다 시게타카   | 다케다 이츠코 무로이 후미에 야마다 카츠야 |
| stage-7  | 나비         | 蝶                 | 고바야시 오사무 | 고바야시 오사무   | 나가하마 노리히코 | 토미자와 카즈오 하야카와 나오미           |
| stage-8  | 도쿠모리     | 徳森               | 고바야시 오사무 | 호리 모토노부     | 호리 모토노부     | 가토 히로미                               |
| stage-9  | 디자이너     | デザイナー         | 고바야시 오사무 | 다나카 유이치     | 다나카 유이치     | 무로이 후미에 토미자와 카즈오             |
| stage-10 | 장미         | 薔薇               | 고바야시 오사무 | 린타로            | 마스하라 미츠유키 | 쿠보 츠구유키                             |
| stage-11 | 스테이지     | ステージ           | 고바야시 오사무 | 고바야시 오사무   | 고바야시 오사무   | 야마다 카츠야                             |
| stage-12 | 미래         | 未来               | 고바야시 오사무 | 고바야시 오사무   | 고바야시 오사무   | 가토 히로미                               |

### 방송국
| 방송 지역            | 방송국        | 방송 기간                          | 방송 일시                    |
| -------------------- | ------------- | ---------------------------------- | ---------------------------- |
| 간토 광역권          | 후지 TV       | 2005년 10월 13일 ~ 12월 29일       | 목요일 24시 35분 ~ 25시 5분  |
| 주쿄 광역권          | 도카이 TV     | 2005년 10월 13일 ~ 2006년 1월 5일  | 목요일 26시 5분 ~ 26시 35분  |
| 긴키 광역권          | 간사이 TV     | 2005년 10월 17일 ~ 2006년 1월 9일  | 월요일 25시 30분 ~ 26시 00분 |
| 오카야마현・가가와현 | 오카야마 방송 | 2006년 3월 30일 ~ 5월 4일          | 목요일 25시 35분 ~ 26시 35분 |
| CS 방송              | 후지 TV TWO   | 2006년 3월 1일 ~ 4월 5일           | 수요일 21시 00분 ~ 21시 50분 |
| CS 방송              | 애니플렉스    | 2006년 11월 20일 ~ 2007년 2월 12일 | 월요일 22시 30분 ~ 23시 00분 |

| 후지 TV 노이타미나 | 후지 TV 노이타미나 | 후지 TV 노이타미나 |
| 이전 작품          | 작품명             | 다음 작품          |
| ------------------ | ------------------ | ------------------ |
| 허니와 클로버      | Paradise Kiss      | 괴 ~ayakashi~      |

## 영화
실사 영화는 2010년 여름부터 촬영 시작. 같은 해 10월 25일 촬영 종료. 2011년 6월 4일 도큐 계열에서 개봉.

### 캐스팅
- 하야사카 유카리 : 키타가와 케이코
- 고이즈미 조지 : 무카이 오사무
- 나가세 아라시 : 카쿠 켄토
- 사쿠라다 미와코 : 오오마사 아야
- 야마모토 다이스케 (이자벨라) : 이가라시 슌지
- 도쿠모리 히로유키 : 야마모토 유스케
- 아소 카오리 : 가토 나츠키

### 스태프
- 각본 : 반도 켄지
- 감독 : 신조 타케히코
- 음악 : 이케 요시히로
- 제작지휘 : William Ireton
- 제작 : 히사마츠 타케오, 시게무라 히로부미, 무라마츠 슌스케, 쿠보타 오사무, 오노다 타케시, 고이즈미 타카히로, 키타노 히로아키, 시쿠라 토모야
- 이그젝티브 프로듀서 : 코이와이 히로요시
- 프로듀서 : 마츠하시 신조, 노무라 토시야
- 어소시에이트 프로듀서 : 에가와 토모
- 촬영 : 야스다 히카루
- 사운드 디자이너 : 후루야 마사시
- 미술 : 고이즈미 히로야스
- 장식 : 마츠시타 토시히데
- VE : 사토 마나부
- VFX 슈퍼 바이저 : 오다 잇세이
- 뮤직 에디터 : 코니시 요시유키
- 편집 : 후카자와 요시후미
- 패션 프로듀서 : 히라토 신지, 시모나카 다이스케
- 스타일리스트 : 소야마 에리, 나카이시 타츠히로, 무라카미 리카
- 헤어 메이크업 : 키쿠치 미카코, 나카니시 주리, 토야마 유코
- 조감독 : 나카니시 마사시게
- 조연출 : 스기타 미츠루
- 제작담당 : 미야타 코타로
- 제작담당 (NY) :
- 라인 프로듀서 : 히라다이 유지
- 제작 : 《파라다이스 키스》 제작위원회
- 제작 프로덕션 : STUDIO SWAN (IMJ-E)
- 배급 : 워너브라더스

### 주제가
- YUI - HELLO ~Paradise Kiss~

삽입곡
- 스위트박스 - I Know You're Not Alone, Everithing's Gonna Be Alright

엔딩 테마
- YUI - YOU

스핀오프 드라마
- 《파라다이스 키스 : 애프터 스쿨》
  - 5월 6일(금)부터 매주 금요일 'LISMO 드라마!'에서 방송.
  - 출연 : 무카이 오사무, 이가라시 슌지, 오마사 아야, 카쿠 켄토
  - 각본, 감독 : 후쿠다 유이치

## 같이 보기
- 아라이 사토시